# Nicolas Barbano
Nicolas Barbano (født 6. januar 1963) er en dansk filmanmelder, kulturformidler og filmproducent med speciale i genrefilm.

## Karriere
Han debuterede i 1977 og markerede sig som Danmarks første filmskribent med speciale i science fiction, horror og fantasy. I 1994, hvor han læste film på Københavns Universitet, begyndte han desuden at forske i pornofilm. Blandt hans øvrige interesseområder er animation, mytologi og filmmusik. Han har bidraget til utallige tidsskrifter og publikationer som Gyldendals Den Store Danske Encyklopædi, Gads Musikleksikon, Munksgaards Filmleksikon og Gyldendals Filmleksikon.
Barbano var en af hovedkræfterne i den første bølge af danske fanzine-publikationer. Han har bidraget til danske fanzines som Filmsamleren, Inferno, Intercom, Nosferatu, Phenomena og Proxima samt til udenlandske genre-tidsskrifter som Famous Monsters of Filmland, Little Shoppe of Horrors og Video Watchdog.
Desuden har han skrevet for filmblade som Filmnyt, Inquirer, Kosmorama, Levende Billeder, Filmmagasinet Mifune og Filmmagasinet Ekko samt for tegneseriehæfter som Agent 007, James Bond, Seriemagasinet og Superman, mandeblade som PS Pige-Special og TM Tidens Mand, kulturtidsskrifter som Event, Hug!, Magasinet VIRUS og Zoo Magazine, samt aviser som Berlingske Tidende, B.T., Ekstra Bladet, Det Fri Aktuelt, Jyllands-Posten og Politiken.
Han startede og redigerede tidsskriftet Tracking (1983-85). Det var Danmarks første tidsskrift om film på video.
Han producerede og instruerede novellefilmene Adam Hart i Sahara (1990), en okkult detektiv-thriller, og spøgelsesfilmen Enken (1990).
I 1996-2001 var han fast freelancer på Ekstra Bladet, hvor han skrev anmeldelser, artikler, reportager og interviews. På Ekstra Bladet startede han landets første ugentlige avisklumme med videoanmeldelser og vandt både venner og fjender ved også at anmelde pornofilm. 1989-93 var han medarbejder på DRs mediemagasin Troldspejlet, hvor han bl.a. lavede små portrætter af vampyrer, varulve etc. (det var også ham, der fandt på titlen "Troldspejlet"). Han har desuden leveret interviews etc. til tv-programmer som Bogart, I Biffen og Puls, og i 2000 var han vært i det satiriske tv-program Marilyn, en fræk parodi på Ole Michelsens tv-program Bogart.
I 1996 skabte han filmfestivalen Animani 96 og fik flere Oscar-belønnede filmskabere til landet. Animani 96 var det første arrangement i Filmhuset i Gothersgade og den første animationsfestival, der kombinerede samtlige animationsformer (traditionel tegnefilm, computer-animation, stop-motion osv.).
I 2000 grundlagde han og Zentropa firmaet Innocent Pictures, hvor han instruerede undervisnings-dvd'en Femi-X and Beyond (2004) samt producerede den erotiske film All About Anna (2005), som blev en bestseller på dvd.
Han bidrog til to spillefilm i horrorgenren, som manuskriptkonsulent på Lad de døde hvile og som co-producer på Finale (begge 2018).
Nicolas Barbano har oversat fagbøger som Special effects i film og tv (1998), Star Wars universet (1998) og Star Wars – den mytiske kraft (2000). Han har redigeret bøgerne Ulvens arv og andre noveller (1984) og Mumier fra hele verden (1994). Han var medforfatter på Sven-Ole Thorsens Stærk mand i Hollywood (2007).

## Filmografi
- Troldspejlet (1989-1993)
- Adam Hart i Sahara (1990)
- Enken (1990)
- Media vita in morte sumus (1993)
- Marilyn (2000)
- Slim Slam Slum (2002)
- Femi-X and Beyond (2004)
- All About Anna (2005)
- The Love-Making of "All About Anna" (2005)